# Unione Sportiva Grosseto 1950-1951
Questa pagina raccoglie le informazioni riguardanti l'Unione Sportiva Grosseto nelle competizioni ufficiali della stagione 1950-1951.

## Rosa
| N. |                   | Ruolo | Calciatore      |
| -- | ----------------- | ----- | --------------- |
|    | Italia (bandiera) | A     | W. Barbagli     |
|    | Italia (bandiera) | D     | E. Bartolucci   |
|    | Italia (bandiera) | A     | A. Bastianini   |
|    | Italia (bandiera) | A     | Basilio Cabas   |
|    | Italia (bandiera) | C     | Marino Conforti |
|    | Italia (bandiera) | P     | Aldo D'Ambrosi  |
|    | Italia (bandiera) | P     | A. Edementi     |
|    | Italia (bandiera) | A     | D. Fanciulli    |
|    | Italia (bandiera) | C     | S. Ferreni      |

| N. |                   | Ruolo | Calciatore        |
| -- | ----------------- | ----- | ----------------- |
|    | Italia (bandiera) | A     | Renato Fioravanti |
|    | Italia (bandiera) | D     | G. Flegar         |
|    | Italia (bandiera) | A     | G. Fommei         |
|    | Italia (bandiera) | C     | C. Marini         |
|    | Italia (bandiera) | C     | Nilo Palazzoli    |
|    | Italia (bandiera) | C     | Stelio Puccetti   |
|    | Italia (bandiera) | D     | C. Pucci          |
|    | Italia (bandiera) | A     | R. Stefani        |